# Pornography
Pornography —en español: Pornografía— es el cuarto álbum de estudio de la banda británica de rock alternativo The Cure. Se publicó el 4 de mayo de 1982 por Fiction Records y fue remasterizado en 2005 por Universal Music Group.
Lo precedió el sencillo «Charlotte Sometimes», que tuvo un éxito relativo según las expectativas iniciales del grupo y sirvió de revulsivo para componer un material mucho más «duro». Se grabó en los estudios RAK situados en la ciudad de Londres. Escogieron a Phil Thornalley para reemplazar la labor de Mike Hedges en la producción de los dos álbumes anteriores por deseos del propio Robert Smith, el líder de la formación. En su lanzamiento alcanzó la posición n.º 8 en las listas británicas. Para su promoción, se realizaron dos giras: el Fourteen Explicit Moments y el The Pornography Tour. El primero solo tuvo lugar en Inglaterra y Escocia, el segundo en diversas ciudades europeas como Bruselas o Estrasburgo.
Según el crítico Johnny Black, la banda exploró en su anterior LP Faith «los ambientes desolados y expresivos» pero en este álbum «el grupo fue un paso más allá». Para la revista New Musical Express su publicación marcó el «Año cero» para el rock gótico. Uncut escribió que Pornography es una de las grandes obras maestras de The Cure. Allmusic considera que «en retrospectiva, no es la obra maestra que algunos admiradores han afirmado que es».
Pornography finalizó la llamada «trilogía gótica», integrada junto a Seventeen Seconds (1980) y Faith (1981). Durante su vigésimo aniversario se interpretó en su integridad junto a Disintegration (1989) y Bloodflowers (2000) en los conciertos Trilogy. Estos tres últimos discos, según el guitarrista de la banda en 2002, Perry Bamonte, son tres iconos de la carrera musical de The Cure.

## Antecedentes

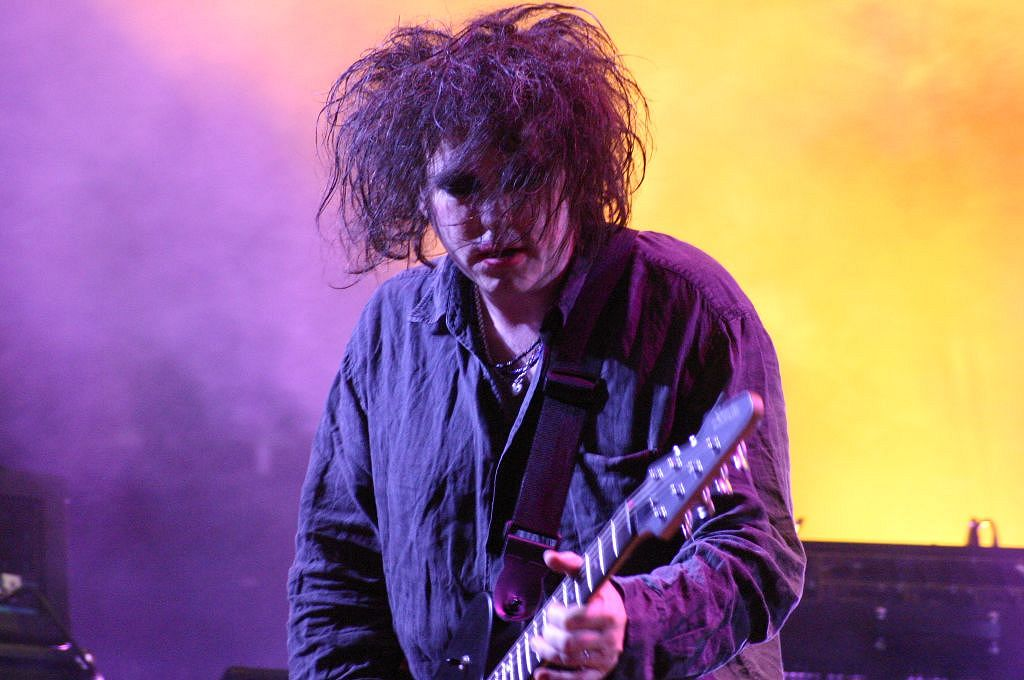
Robert Smith atravesó por varios problemas durante el período de gestación de Pornography.

A finales de 1981, Robert Smith vivió una crisis personal que fue la base de las canciones contenidas en Pornography. «Charlotte Sometimes» —el sencillo que editaron tras su álbum Faith— solo logró alcanzar el puesto número 44 en las listas británicas mientras que el grupo aspiraba a más. Para rodar el correspondiente video de la canción, la banda se trasladó a un manicomio abandonado. Allí, Smith encontró una calavera que usó para confesarse de manera análoga al soliloquio «Ser o no ser», lo que inspiró los versos de «The Figurehead». Desde entonces empezó a sentir un profundo interés por la salud mental y de acuerdo con el autor Jesús Llorente el disco fue un ejercicio personal para «exorcizar sus demonios internos».
Asimismo, las relaciones con el resto de la banda empezaron a deteriorarse de manera sustancial, debido mayormente a que Smith llegó a monopolizar la faceta creativa de la banda. Además, la correspondiente gira de Faith le impidió ver durante varios meses a Mary Poole, su novia por aquel entonces, algo que fue reemplazado por excesos con las drogas y el sexo. Esos estados de trance se reflejaron en las nuevas composiciones de la banda en las que primaron los «paisajes densos, oscuros, violentos y claustrofóbicos».
Durante este período autodestructivo, Robert Smith se sintió perturbado por el suicidio de Ian Curtis, vocalista del grupo post-punk Joy Division. Smith declaró: «Estaba muy metido en la idea de que Ian había muerto y que yo iba a ser el siguiente». Respecto a Pornography: «Tenía dos opciones en aquel momento de mi vida: emular a Ian o grabar un disco. Estoy contento de haber tomado la segunda opción. Hubiera sido demasiado fácil desaparecer».

## Concepto y estilo
Las letras de Pornography hablan sobre la frustración, la muerte, la autodestrucción, así como de la violencia y de la moral. Otros subtemas que albergó fueron la fascinación por las drogas, las imágenes apocalípticas y los ritmos de pesadilla, sobre todo en canciones como «A Short Term Effect» o «Siamese Twins». Este fue el último álbum underground de la banda, ámbito que luego abandonó para tomar un rumbo más comercial.
En el especial de la revista Uncut dedicada a The Cure, el crítico musical Peter Watts comentó que Smith se alojó en un molino de viento de Guilford equipado con varios libros sobre salud mental y demencias clínicas. El cantante estaba obsesionado en plasmar esos estados psíquicos en los versos de Pornography. Tuvo este interés desde que el grupo grabó en un manicomio abandonado el video musical de «Charlotte Sometimes», sencillo que no se usó en el álbum de estudio, y cuyo fracaso fue un revulsivo para que Smith hiciera algo «más duro».

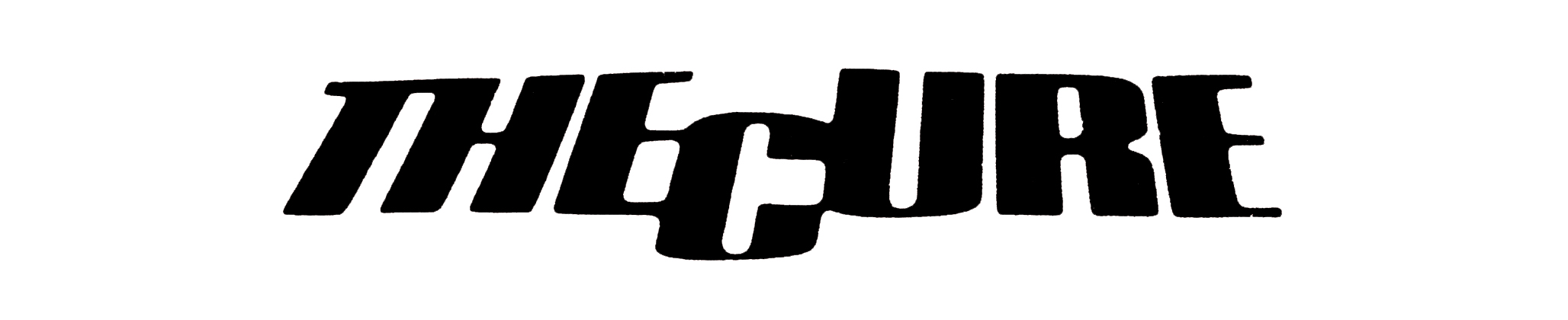
Primer logo de The Cure (1979-1982).

De acuerdo con Llorente, el concepto central del disco radicó en la decadencia del mundo que nos rodea. Smith declaró que se sentía deprimido cuando la gente iba a sus conciertos. Para él la audiencia era como voyeurs viéndole sufrir, algo que le pareció obsceno, grotesco e incluso pornográfico. Así fue como surgió el título del álbum. Simon Gallup, bajista de la banda, dijo «La idea central que encerró Pornography era totalmente nihilista. Cantamos “no importa si todos morimos” y eso era exactamente lo que pensábamos en ese momento».
De acuerdo con el autor Jeff Apter, «sin proporcionar el menor atisbo de alegría» Pornography parece «estar envuelto por una atmósfera de auténtica desesperanza» en la que Robert Smith quiso acabar conscientemente con el grupo. Para el crítico de la BBC Jaime Gill «Si no fuera por su gravedad sonora y su convicción pura e incesante, la extraordinaria misantropía de Pornography sería irrisoria». Para Llorente desde «One Hundred Years» hasta la canción «Pornography» nos encontramos con «un muro de sonido, una pared granítica» plagada de «escenarios de pesadilla» y de «eclipses emocionales».

## Grabación
Los tres primeros discos de The Cure estuvieron coproducidos por Mike Hedges, pero esta vez Smith sintió la necesidad de un cambio. Eligió a Phil Thornalley, ingeniero de sonido de los The Psychedelic Furs, debido a su trabajo en el disco Talk Talk Talk. Ambos eran más o menos de la misma edad y esto lo motivó a trabajar con Thornalley para una mejor comunicación. Otro de los cambios sustanciales respecto a sus predecesores fue que el grupo abandonó los estudios Morgan para grabar en los estudios RAK, también situados en la ciudad de Londres. Para Smith «Grabar en [los estudios] RAK fue un poco más en la onda que en los Morgan, sentías como si pudieras caerte al suelo sin preocuparte de que alguien viniese a barrerte».

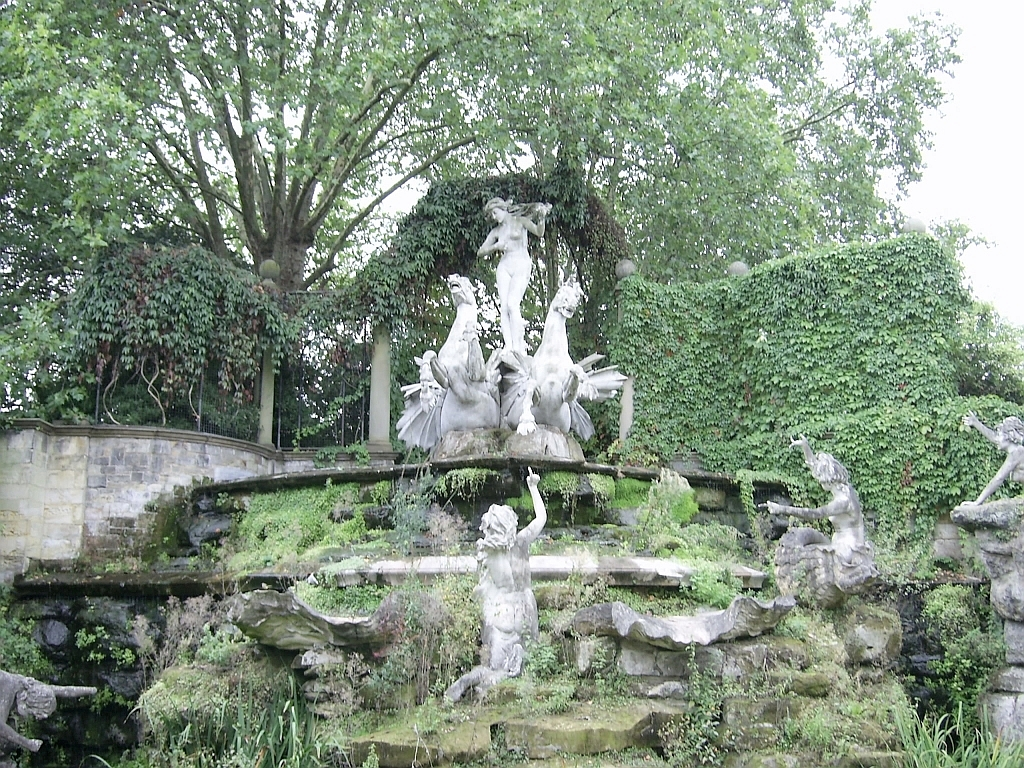
Los jardines de York House del municipio londinense Richmond upon Thames fueron el escenario de «The hanging garden».

Las sesiones de grabación fueron eminentemente nocturnas. Durante el día la banda prácticamente vivió en las oficinas de Fiction Records: consumían una considerable cantidad de drogas, salían a beber por los bares londinenses y luego entraban a grabar al estudio hasta las diez de la mañana del día siguiente. Smith perdió las maquetas con lo que las grabaciones resultaron ser caóticas y prácticamente tuvieron que ir improvisando las canciones sobre la marcha. Thornalley no fue del todo partidario con el sonido que Smith pretendió conseguir. Pese a ello, Smith sintió tener el «control [creativo] absoluto» por primera vez en un álbum de The Cure. Laurence Tolhurst recuerda estos tiempos como «desquiciantes, pero también maravillosamente fructíferos», luego Tolhurst abandonó la batería para encargarse de los teclados.
El encargado del diseño de la carátula fue el fotógrafo Michael Kostiff. El único video fue el de «The hanging garden» y se grabó en los jardines de York House (Londres). Fue dirigido por Chris Gabrin, quien ya había realizado vídeos musicales para los Madness. Smith dijo sobre este que era «horrible» y añadió que «Gabrin quería darnos una apariencia seria mientras que nosotros solo queríamos parecernos a los Madness».

## Lanzamiento y recepción
Pornography se lanzó el 3 de mayo de 1982. Alcanzó el puesto número 8 en la lista inglesa de álbumes, donde permaneció durante nueve semanas. Solo se derivó del álbum A Single con «The hanging garden», la única pista en la que el propietario de la discográfica Fiction Records vio potencial. Este llegó al puesto 34 en las listas británicas de sencillos, en donde permaneció cuatro semanas consecutivas.
Las críticas inmediatas fueron poco o nada entusiastas. J. D. Considine de Rolling Stones comentó que «The Cure parece atrapado en el malestar terminal del existencialismo adolescente» y obtuvo una estrella y media sobre cinco. Dave Hill, crítico de NME, fue más conciliador: «En Pornography, The Cure ha recogido los sentimientos más puros y endémicos de su edad». Para Dave McCullough de Sounds «Pese a su talento, Robert Smith parece encerrado en sí mismo, en una pesadilla en espiral que hace sonar la música de The Cure demasiado pomposa».
Parte de la prensa comparó a The Cure como los nuevos Pink Floyd, lo que provocó gran desagrado a Robert Smith. De acuerdo con Uncut, es «una obra maestra claustrofóbica llena de odio». Stewart Mason de Allmusic escribió que «Pornography es mucho mejor que lo que la mayoría de los principales críticos del momento pensaron, pero en retrospectiva, no es la obra maestra que algunos admiradores han afirmado que es».

## Giras

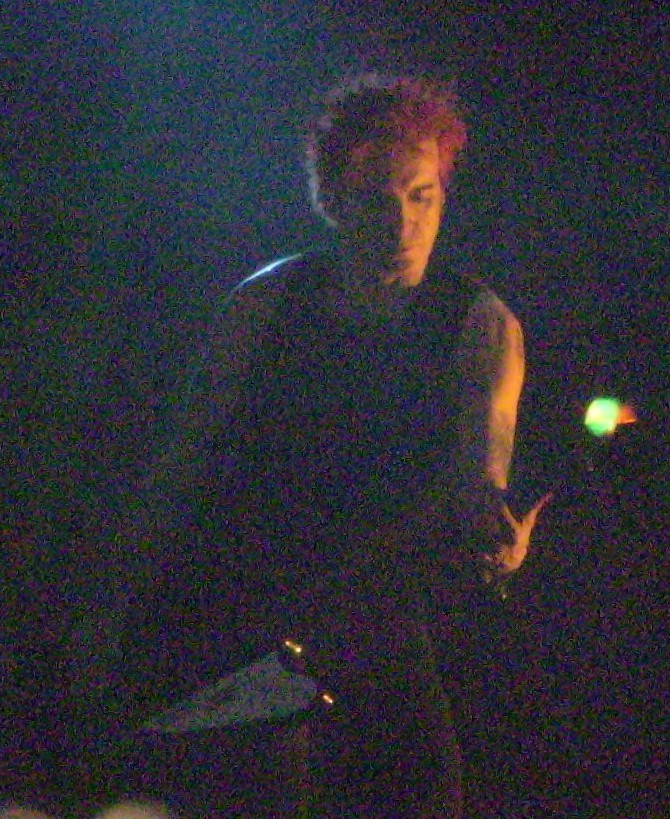
Simon Gallup, bajista de The Cure, abandonó el grupo tras la gira de Pornography en 1982 hasta su regreso en 1985 con el disco The head on the door.

Durante ese mismo año 1982 se hicieron dos giras de presentación de Pornography: el Fourteen Explicits Moments Tour en Inglaterra y Escocia y una amplia gira europea titulada The Pornography Tour en las que se comenzaron a usar su maquillaje característico.
La relación entre Smith y Simon Gallup se deterioró bastante desde las primeras sesiones de grabación del Pornography. El 27 de mayo de 1982, tras finalizar el concierto en Estrasburgo (Francia), ambos se enfrentaron a golpes en un bar. Debido a ello el vocalista quiso cancelar los conciertos restantes de la gira, pero su padre logró disuadirlo diciéndole: «¡Acaba la gira, la gente ha comprado ya las entradas!». El 11 de junio, tras el concierto en Bruselas (Bélgica), se produjo la primera disolución de la banda a raíz de una larga improvisación titulada «The Cure Are Dead». Luego de intercambiarse los instrumentos, Gary Biddles aprovechó la voz principal para criticar a la banda.
En 2002, veinte años después de la publicación de Pornography, The Cure interpretó el disco completo junto a Disintegration y Bloodflowers en un concierto en Berlín titulado Trilogy.

## Remasterización

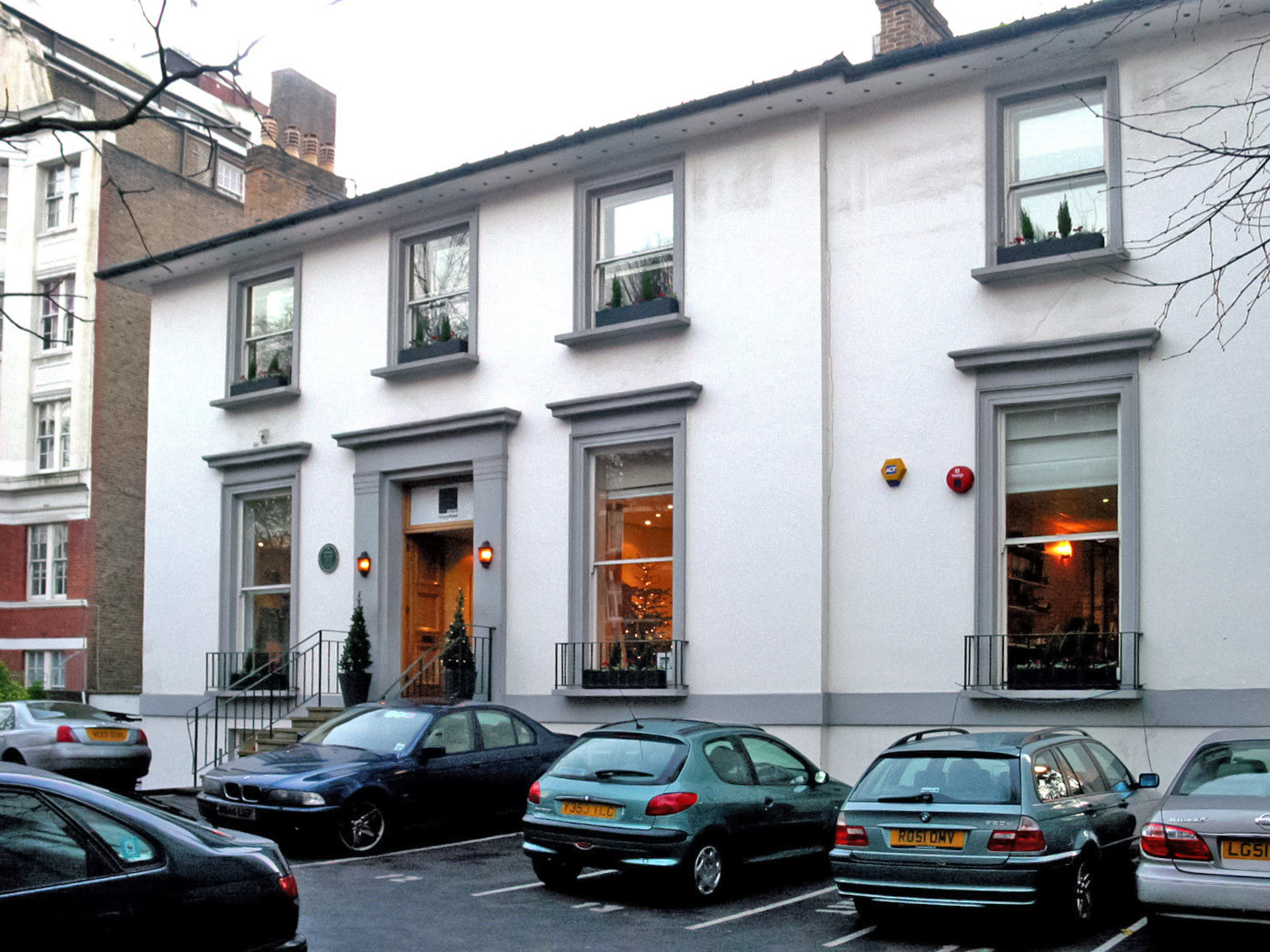
Fachada de los estudios Abbey Road.

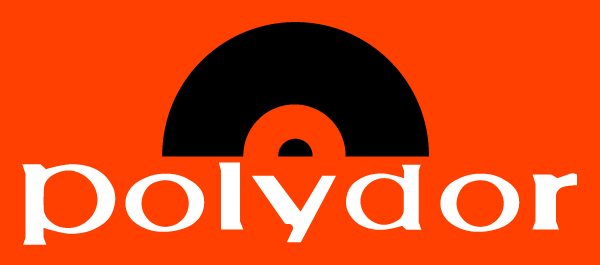
Pornography se editó en algunos países bajo la licencia de Polydor Records, en la imagen el logo de la discográfica.

El disco fue remasterizado por Chris Blair en los estudios Abbey Road de Londres. La fecha de su lanzamiento fue el 27 de abril de 2005 como parte de las series Deluxe de la discográfica Universal. La nueva edición incluyó una versión remasterizada del LP original, además de una colección de demos, temas inéditos y versiones en vivo recopiladas en un segundo disco. El conjunto se lanzó en dos tipos de estuches diferentes, junto a un folleto con fotos inéditas y comentarios del crítico Johnny Black.

## Legado
En 2005, la revista musical Spin lo citó como «punto culminante de la evolución de la música gótica». NME lo describió como «posiblemente el álbum que inventó el rock gótico». Slant Magazine lo posicionó en el n.º 79 en su lista de los «100 mejores álbumes de los años 80» y comentó que «Smith elevó su sufrimiento a arte real». En 2007, la revista especializada de música Mojo lo enlistó en el n.º 83 entre las «100 grabaciones que cambiaron el mundo». La línea editorial de NME reconsideró la primera opinión de Dave Hill y actualmente lo clasifica como el sexto de los «50 álbumes más brillantemente depresivos de todos los tiempos».
Según Apter, Pornography fue una «enorme influencia» para Deftones y System of a Down. En 2008 la discográfica francesa Fear Drop lanzó el álbum tributo Lágrimas De Miedo 14 - Pornography: Re-heat, que contó con la participación de diversos artistas como Year of No Light, Nadja, Savage Republic, Troum y Kill The Thrill.

## Listado de canciones
Todas las canciones escritas y compuestas por The Cure: (Smith/Gallup/Tolhurst). 
| Edición original de 1982 |                       |          |  |
| N.º                      | Título                | Duración |  |
| 1.                       | «One Hundred Years»   | 6:40     |  |
| 2.                       | «A Short Term Effect» | 4:22     |  |
| 3.                       | «The Hanging Garden»  | 4:33     |  |
| 4.                       | «Siamese Twins»       | 5:29     |  |
| 5.                       | «The Figurehead»      | 6:15     |  |
| 6.                       | «A Strange Day»       | 5:04     |  |
| 7.                       | «Cold»                | 4:26     |  |
| 8.                       | «Pornography»         | 6:27     |  |

| CD2 Reedición de 2005 con rarezas y canciones inéditas de 1981-82 |                                                                                   |          |  |
| N.º                                                               | Título                                                                            | Duración |  |
| 1.                                                                | «Break» (demo inédita instrumental casera del grupo, 11/81)                       | 2:11     |  |
| 2.                                                                | «Demise» (demo inédita instrumental grabada en Rhino Studio, 12/81)               | 2:09     |  |
| 3.                                                                | «Temptation» (demo inédita instrumental grabada en Rhino Studio, 12/81)           | 4:00     |  |
| 4.                                                                | «The Figurehead» (versión demo inédita grabada en Rhino Studio, 12/81)            | 6:12     |  |
| 5.                                                                | «The Hanging Garden» (versión demo inédita grabada en Rhino Studio, 12/81)        | 5:29     |  |
| 6.                                                                | «One Hundred Years» (versión demo inédita grabada en Rhino Studio, 12/81)         | 7:00     |  |
| 7.                                                                | «Airlock: The Soundtrack» (tema inédito, 3/82)                                    | 13:07    |  |
| 8.                                                                | «Cold» (versión inédita en vivo en el Hammersmith Odeon, 5/82)                    | 3:54     |  |
| 9.                                                                | «A Strange Day» (versión inédita en vivo en el Hammersmith Odeon, 5/82)           | 4:05     |  |
| 10.                                                               | «Pornography» (versión inédita en vivo en el Hammersmith Odeon, 5/82)             | 5:55     |  |
| 11.                                                               | «All Mine» (versión en vivo en el Hammersmith Odeon contenida en Curiosity, 5/82) | 2:54     |  |
| 12.                                                               | «A Short Term Effect» (versión inédita en vivo en Bruselas, 6/82)                 | 4:05     |  |
| 13.                                                               | «Siamese Twins» (versión inédita en vivo en Bruselas, 6/82)                       | 6:03     |  |
| 14.                                                               | «Temptation Two» (AKA LGTB Rs canción demo inédita grabada en estudio, 7/82)      | 3:57     |  |

Fuentes: Allmusic, iTunes.

## Posiciones y certificaciones
| Año                                                            | Lista | Posición | Certificación |
| -------------------------------------------------------------- | ----- | -------- | ------------- |
| 1982                                                           | RU    | 8        | —             |
| 1982                                                           | NLD   | 17       | —             |
| 1982                                                           | FRA   | 81       | —             |
| 1982                                                           | NZ    | 9        | —             |
| 1982                                                           | SUE   | 47       | —             |
| "–" indica que no marcó posición en lista o sin certificación. |       |          |               |

## Créditos
| The Cure - Robert Smith - guitarrista, teclista, vocalista, chelista - Simon Gallup - bajista, teclista - Laurence Tolhurst - baterista, teclista Fuente: Universal Music Group. Producción - Producido por: The Cure y Phil Thornalley - Grabado y mezclado en: RAK (Estudio uno), Londres - Publicado por: Fiction Records y Polydor Records - Ingenieros de sonido: Mike Nocito, Robert Smith y Phil Thornalley - Ingeniero asistente: Martyn Webster - Fotografía: Michael Kostiff - Diseño de portada: Ben Kelly y The Cure - Agradecimientos: Chris Parry, Barry Smith (masks), Nick (Rhino), Hugh (Rak), Arun (Master Room), Joanne (food) e Ita (Fiction) | Edición remasterizada (2005) - Producida por: Robert Smith - Remasterizada digitalmente por: Chris Blair en los estudios Abbey Road, Londres - Notas de la reedición por: Johnny Black - Diseño de la reedición por: Julien Potter en Bold Design - Fotografías por: Henri Clausel, Simon Gallup, Philippe Hamon, Bunny Lake, Kerstin Stelter y Undy Vella. |